# シャビ・シモンズ
- シャビ・シモンズ
- シャヴィ・シモンズ
- チャヴィ・シモンズ
- クサヴィ・シモンズ
- シャビ・シモンス
- シャヴィ・シモンス
- チャヴィ・シモンス
- クサヴィ・シモンス

シャビ・シモンズ（Xavi Simons）ことシャビエル・カンタン・シェイ・シモンズ（Xavier Quentin Shay Simons, 2003年4月21日 - ）は、オランダ・アムステルダム出身のプロサッカー選手。オランダ代表。ブンデスリーガ・RBライプツィヒ所属。ポジションはフォワード、ミッドフィールダー。
Simonsのオランダでの発音は語尾のsが無声子音のため「シモンス」が近く、Xaviはオランダ語読み（「クサヴィ」が近い）で発音される事もある。

## 経歴

### クラブ

#### バルセロナ
シモンズが3歳の時に両親と一緒にスペインのアリカンテ近郊のロハレスに移住し、6歳の頃にバルセロナにスカウトされた。
2010年、7歳のときにバルセロナの下部組織であるラ・マシアでプレーした。その後すぐにU-14チームのキャプテンに任命されると、2016-17シーズンにはユースチームの一員として全25試合のうち164得点と14失点で全勝優勝を経験した。

#### パリ・サンジェルマン
2019年7月、シモンズが16歳の時に代理人であったミノ・ライオラのアドバイスでバルセロナとの契約延長を拒否してフランスの強豪パリ・サンジェルマンに3年契約で移籍することを選択した。
その際、シモンズに対してPSGは最大100万ユーロの年俸を提示したとも報じられた。
その後、彼はこの時の選択について「誰もがリオネル・メッシと一緒にプレーすることを夢見るが、時には別の道を選ばなければならない時もある。僕は別の冒険をしてみようと思ったんだ。」と語っている。
ちなみに、シモンズは当時まだプロではなかったにもかかわらず、彼のインスタグラムは200万人がフォローしていた。
2020年3月、シモンズはGoal.comが選出する2001年1月以降に生まれた世界最高の若手選手TOP50のうちの1人に選ばれた。
2021年2月10日、クープ・ドゥ・フランスのカーン戦でユリアン・ドラクスラーに代わって投入され、トップチーム初出場した。
4月10日のストラスブール戦でリーグ・アン初出場を果たした。
5月19日、クープ・ドゥ・フランスで優勝したことでシモンズはプロ最初のタイトルを獲得した。
2022年1月3日、それまでU-19チームでの活動がメインだったが、ヴァンヌとの試合でトップチームに招集されると右ウイングとしてスタメン出場した。この試合でキリアン・エムバペへのパスでプロ最初のアシストを記録した。
1月31日に行われたクープ・ドゥ・フランスニース戦では、既にイエローカードを1枚提示されていたコラン・ダグバとの交代で出場すると、そのままPK戦に突入。シモンズは7人目のキッカーとして蹴るも、当時PSGからローン加入していたマルシン・ブルカに止められ敗退した。
メッシとの共演という一度は手放した夢を叶えるも、3年間の在籍中にメッシやヴェッラッティといったパリのスター軍団の中では試合に出場できる時間は限られ、最終的にトップチームでの出場は約330分に留まった。

#### PSV
2022年6月28日、当初PSGはシモンズとの契約を更新した後にローン移籍させることを望んでいたが最終的には完全移籍でPSVに加入することが発表された。契約期間は同年7月1日から2027年6月30日までの5年間である。
PSVのルート・ファン・ニステルローイ監督はシモンズをミッドフィールダーよりもフォワードとして起用する方が良いと考えた。そして7月30日、ヨハン・クライフ・スハール決勝アヤックス戦でコーディ・ガクポとの交代でデビューするとともに、プロ初ゴールを決めた。8月6日に開催されたエールディヴィジ開幕節でヨハン・バカヨコのゴールをアシストすると、翌節のゴー・アヘッド・イーグルス戦では1部リーグ初ゴールを含む2ゴールを決めた。さらに9月1日のフォレンダムとの試合ではキックオフから僅か20秒で先制点を決め、この得点でエールディヴィジ4試合で6ゴール目となった。これほどのペースで得点を積み重ねたのは彼の他に2011-12シーズンに加入したドリース・メルテンスだけであり、フォワードとして出場する機会が増えたシモンズはエールディヴィジの8月の最優秀選手に選ばれた。10月6日のヨーロッパリーグ・チューリッヒ戦でも得点したことでシモンズは全コンペティションで14ゴールに関与（10ゴール4アシスト）を記録。これは2022年10月19日時点での22-23シーズン欧州6大リーグの21歳以下の選手の中で最多の数字だった。

#### RBライプツィヒ
2023年7月20日にパリ・サンジェルマンに買い戻され、2023-2024シーズンはRBライプツィヒにレンタル移籍することが発表された。
2024-25シーズンも再びRBライプツィヒにレンタル移籍し、2025年1月30日、RBライプツィヒへの完全移籍が発表された。

### 代表
2022年10月21日、彼の能力を高く評価したルイス・ファン・ハールによってそれまでフル代表での出場経験が無いにもかかわらずカタールW杯に向けた予備登録メンバーの1人に選ばれた。
その後本大会の登録メンバー入りし、2022年12月3日、ベスト16のアメリカ戦でオランダ代表デビューを飾った。
EURO 2024では6試合に先発して1ゴール3アシストを記録。特に準決勝では先制ゴールを決めたが、試合には敗れた。

## 人物
元サッカー選手のレジリオ・シモンズを父に持ち、[バルセロナで活躍したシャビ・エルナンデスにちなんで名付けられた。シモンズもシャビのことをアイドルと述べている。

## 個人成績

### クラブ
| 国内大会個人成績 | 国内大会個人成績 | 国内大会個人成績 | 国内大会個人成績 | 国内大会個人成績 | 国内大会個人成績 | 国内大会個人成績 | 国内大会個人成績 | 国内大会個人成績 | 国内大会個人成績 | 国内大会個人成績 | 国内大会個人成績 |
| 年度             | クラブ           | 背番号           | リーグ           | リーグ戦         | リーグ戦         | リーグ杯         | リーグ杯         | オープン杯       | オープン杯       | 期間通算         | 期間通算         |
| 年度             | クラブ           | 背番号           | リーグ           | 出場             | 得点             | 出場             | 得点             | 出場             | 得点             | 出場             | 得点             |
| フランス         | フランス         | フランス         | フランス         | リーグ戦         | リーグ戦         | F・リーグ杯      | F・リーグ杯      | フランス杯       | フランス杯       | 期間通算         | 期間通算         |
| ---------------- | ---------------- | ---------------- | ---------------- | ---------------- | ---------------- | ---------------- | ---------------- | ---------------- | ---------------- | ---------------- | ---------------- |
| 2020-21          | PSG              | 34               | リーグ・アン     | 1                | 0                | -                | -                | 1                | 0                | 2                | 0                |
| 2021-22          | PSG              | 34               | リーグ・アン     | 6                | 0                | -                | -                | 3                | 0                | 9                | 0                |
| オランダ         | オランダ         | オランダ         | オランダ         | リーグ戦         | リーグ戦         | リーグ杯         | リーグ杯         | KNVBカップ       | KNVBカップ       | 期間通算         | 期間通算         |
| 2022-23          | PSV              | 7                | エールディヴィジ | 34               | 19               | -                | -                | 4                | 1                | 38               | 20               |
| ドイツ           | ドイツ           | ドイツ           | ドイツ           | リーグ戦         | リーグ戦         | リーグ杯         | リーグ杯         | DFBポカール      | DFBポカール      | 期間通算         | 期間通算         |
| 2023-24          | ライプツィヒ     | 20               | ブンデスリーガ   | 32               | 8                | -                | -                | 2                | 0                | 34               | 8                |
| 2024-25          | ライプツィヒ     | 10               | ブンデスリーガ   | 25               | 10               | -                | -                | 3                | 1                | 28               | 11               |
| 通算             | フランス         | フランス         | リーグ・アン     | 7                | 0                | -                | -                | 4                | 0                | 11               | 0                |
| 通算             | オランダ         | オランダ         | エールディヴィジ | 34               | 19               | -                | -                | 4                | 1                | 38               | 20               |
| 通算             | ドイツ           | ドイツ           | ブンデスリーガ   | 57               | 18               | -                | -                | 8                | 1                | 62               | 19               |
| 総通算           | 総通算           | 総通算           | 総通算           | 98               | 37               | 0                | 0                | 16               | 2                | 111              | 39               |

### 代表
| オランダ代表 | 国際Aマッチ | 国際Aマッチ |
| 年           | 出場        | 得点        |
| ------------ | ----------- | ----------- |
| 2022         | 1           | 0           |
| 2023         | 10          | 0           |
| 2024         | 13          | 3           |
| 2025         | 2           | 1           |
| 通算         | 26          | 4           |

## タイトル

### クラブ
パリ・サンジェルマン
- リーグ・アン（2021-22）
- クープ・ドゥ・フランス（2021-22）

PSV
- KNVBカップ（2022-23）
- ヨハン・クライフ・スハール（2022）

### 個人
- エールディヴィジ得点王（2022-23）